# Ligue des nations féminine de volley-ball
Pour les articles homonymes, voir Ligue des nations.
La Ligue des nations féminine de volley-ball est une compétition officielle de volley-ball qui réunissait chaque été seize (puis dix-huit équipes à partir de l'édition 2025). Le premier tournoi a débuté en mai 2018, la finale se déroulant en juillet.
La Ligue des nations remplace le Grand Prix mondial, compétition qui s'est déroulée de 1993 à 2017.

## Palmarès
| Année | Vainqueur                                            | Finaliste                                            | Troisième                                            | Quatrième                                            | Lieu de la phase finale                          |
| ----- | ---------------------------------------------------- | ---------------------------------------------------- | ---------------------------------------------------- | ---------------------------------------------------- | ------------------------------------------------ |
| 2018  | États-Unis                                           | Turquie                                              | Chine                                                | Brésil                                               | Stade du Centre sportif olympique, Nankin, Chine |
| 2019  | États-Unis                                           | Brésil                                               | Chine                                                | Turquie                                              | Stade du Centre sportif olympique, Nankin, Chine |
| 2020  | Édition annulée en raison de la pandémie de Covid-19 | Édition annulée en raison de la pandémie de Covid-19 | Édition annulée en raison de la pandémie de Covid-19 | Édition annulée en raison de la pandémie de Covid-19 | TBD, TBD, Chine                                  |
| 2021  | États-Unis                                           | Brésil                                               | Turquie                                              | Japon                                                | Rimini Fiera, Rimini, Italie                     |
| 2022  | Italie                                               | Brésil                                               | Serbie                                               | Turquie                                              | Ankara Arena, Ankara, Turquie                    |
| 2023  | Turquie                                              | Chine                                                | Pologne                                              | États-Unis                                           | College Park Center, Arlington, États-Unis       |
| 2024  | Italie                                               | Japon                                                | Pologne                                              | Brésil                                               | Indoor Stadium Huamark, Bangkok, Thaïlande       |
| 2025  | Italie                                               | Brésil                                               | Pologne                                              | Japon                                                | Atlas Arena, Łódź, Pologne                       |

## Tableau des médailles
| Rang  | Nation     | Or | Argent | Bronze | Total |
| ----- | ---------- | -- | ------ | ------ | ----- |
| 1     | États-Unis | 3  | 0      | 1      | 4     |
| 2     | Italie     | 3  | 0      | 0      | 3     |
| 3     | Brésil     | 0  | 4      | 0      | 4     |
| 4     | Turquie    | 1  | 1      | 1      | 3     |
| 5     | Chine      | 0  | 1      | 2      | 3     |
| 6     | Pologne    | 0  | 0      | 3      | 3     |
| 7     | Japon      | 0  | 1      | 0      | 1     |
| 8     | Serbie     | 0  | 0      | 1      | 1     |
| Total | Total      | 6  | 6      | 6      | 18    |

## Meilleure joueuse du tournoi par édition
- 2018 :  Michelle Bartsch-Hackley
- 2019 :  Andrea Drews
- 2020 : N/A
- 2021 :  Michelle Bartsch-Hackley
- 2022 :  Paola Egonu
- 2023 :  Melissa Vargas
- 2024 :  Paola Egonu
- 2025 :  Monica De Gennaro